# Ruggero Marzoli
Ruggero Marzoli (Pescara, 2 april 1976) is een voormalig Italiaanse wielrenner.

## Overwinningen
2001
- Bergklassement Ronde van Polen

2002
- 4e etappe Internationale Wielerweek
- 4e etappe Giro della Provincia di Lucca

2003
- 5e etappe Tirreno-Adriatico
- 4e etappe Ronde van de Abruzzen
- 5e etappe Ronde van Polen

2004
- 5e etappe Internationale Wielerweek
- 2e etappe Ronde van de Abruzzen

2005
- 1e etappe Ronde van Slovenië
- Trofeo Matteotti

2007
- 3e etappe Omloop van Lotharingen

## Resultaten in voornaamste wedstrijden
| Jaar | Ronde van Italië | Ronde van Frankrijk | Ronde van Spanje |
| ---- | ---------------- | ------------------- | ---------------- |
| 2000 |                  |                     |                  |
| 2002 | opgave           |                     |                  |
| 2003 | opgave           |                     |                  |
| 2004 | 23e              |                     |                  |
| 2005 |                  |                     |                  |
| 2006 |                  |                     | opgave           |
| 2009 | 99e              |                     |                  |
| 2011 | 118e             |                     |                  |

| Jaar | Milaan-San Remo | Amstel Gold Race | Luik-Bast.‑Luik | Ronde van Lombardije | Parijs-Brussel | Brabantse Pijl |  | Wereldranglijsten |
| ---- | --------------- | ---------------- | --------------- | -------------------- | -------------- | -------------- |  | ----------------- |
| 2000 | 180e            |                  |                 |                      |                | 4e             |  |                   |
| 2002 | 11e             |                  |                 | 46e                  |                |                |  |                   |
| 2003 | 20e             | 87e              | 59e             |                      |                |                |  |                   |
| 2004 |                 |                  |                 |                      |                |                |  |                   |
| 2005 | 7e              |                  |                 | 11e                  | 7e             | 17e            |  |                   |
| 2006 |                 |                  |                 | 11e                  |                |                |  | 167e (UPT)        |
| 2009 | 81e             |                  |                 | 49e                  | 30e            |                |  |                   |
| 2011 |                 |                  |                 |                      |                |                |  |                   |